# Kropstädt
Kropstädt is een plaats en voormalige gemeente in de Duitse deelstaat Saksen-Anhalt, en maakt deel uit van de Landkreis Wittenberg.
Kropstädt telt 1.315 inwoners.